# Invalidenblock des KZ Dachau
Der Invalidenblock des KZ Dachau war der Wohnbereich für kranke und als arbeitsunfähig eingestufte Häftlinge des KZ Dachau. Der Invalidenblock entstand allmählich ab 1937 auf dem neu erbauten Häftlingsgelände.

## Definition
Den Begriff Invalide (lat.: invalidus, kraftlos, schwach, hinfällig) hatte die SS für KZ-Häftlinge konkret definiert: Jeder Häftling, der nicht innerhalb von drei Monaten seine Erkrankung ausheilen konnte und wieder arbeitsfähig war, fiel in die Kategorie „Invalide“.

## Situation
Das frühe Lager Dachau befand sich 1933 noch in den Gebäuden einer ehemaligen Munitionsfabrik. Mit der Fertigstellung des neuen Häftlingsgeländes entstanden 34 KZ-Baracken, die später unter Lagerkommandant Loritz den Namen Blöcke erhielten. Ähnlich wie Geistliche im sogenannten Pfarrerblock zusammengelegt wurden, begann die SS auch „invalide“ Häftlinge zusammenzulegen. Die Anzahl der Invalidenblöcke variierte, z. B. Block Nr. 20, Nr. 27, auch Nr. 29. 
In den Invalidenblöcken befanden sich, insbesondere in der Endphase des KZ Dachau, viele schwerkranke Häftlinge mit beispielsweise eiternden Wunden und ohne ärztliche Pflege. Viele waren aus dem Krankenrevier in den Invalidenblock verlegt worden, um die Kapazität des Lazaretts zu entlasten. Die SS konnte schwerkranke Häftlinge nicht zur Zwangsarbeit heranziehen, daher bekamen die als „unnütze Esser“ bezeichneten Häftlinge eine geringere Essensration als arbeitende Häftlinge. Zahlreiche Häftlinge starben an Unterernährung und Entkräftung. (Vgl. gezielte „Hungerkost“ der Aktion Brandt). Einige der kranken Häftlinge wurden durch Phenol-Injektionen getötet.

## Transporte aus den Invalidenblöcken

### Nach Hartheim
Nach der 1941 gestarteten „Sonderbehandlung 14f13“ verbrachte die SS zahlreiche „Invaliden“ in die NS-Tötungsanstalt Hartheim. Gutachter selektierten Häftlinge überwiegend aus den Invalidenblöcken, jedoch auch aus dem Krankenrevier, den Priesterblöcken, aus einigen Arbeitskommandos sowie einige der „uneingeteilten“ Häftlinge. Der bürokratische Aufwand der Aktion 14f13 war enorm. So kam es, dass nach der ersten Selektion vom 3. September 1941 die ersten „Invalidentransporte“ erst im Januar 1942 aus dem Lager Dachau abgingen. Ab nun transportierten etwa ein- bis zweimal pro Woche zwei Lastkraftwagen Häftlinge in die Vernichtungsstätte Hartheim bei Linz. Ausgesonderte waren in den Invalidenblock verlegt worden. Am Abend vor dem Transport wurden die Häftlinge jeweils im Bad gesammelt und schliefen dort auf dem Fußboden beziehungsweise auf den Tragen, mit denen man sie hineingetragen hatte. Häftling Carl, Kapo der Bekleidungskammer, stattete sie mit Drillichanzügen aus. Er berichtete, dass in der Regel zwei bis drei im Bad starben, und vermutete, dass im Winter weitere auf der Ladefläche des LKW erfroren seien.
Die ersten „Invalidentransporte“ fanden in vier Etappen statt, stets mit neu beginnender alphabetischer Reihenfolge. 
- 15. Januar 1942 bis 3. März 1942: 15 Transporte mit insgesamt 1.452 Häftlingen. Es ist davon auszugehen, dass zwischen dem Zeitpunkt der Selektion im September 1941 und dem Zeitpunkt des Abtransports einige schwerkranke Häftlinge bereits verstorben waren, also die Anzahl der Ausgesonderten ursprünglich höher war. Ein Brief Menneckes vom 3. September 1941 spricht von 2.000 zu selektierenden Insassen.

- Es erfolgte eine zweimonatige Transport-Pause. Zwischen 4. Mai und 6. Juni fand die zweite Transportetappe mit 561 „Invaliden“ statt.

- Nach einer Pause von weiteren zwei Monaten, erfolgte die dritte Etappe, mit erneuter alphabetischer Reihenfolge. 181 Häftlinge wurden in zwei Transporten am 10. und 12. August aus dem Lager deportiert.

- Wieder fand eine etwa zweimonatige Pause statt. Eine vierte Etappe fand vom 7. Oktober bis zum 14. Oktober 1942 statt. In drei Transporten wurden 330 Häftlinge deportiert.

Zu den 2.524 Häftlingen, die in diesen vier Etappen nach Hartheim transportiert wurden, kamen am 9. November weitere 150.
Gemäß einer Anweisung des Reichsführers SS Himmler teilte ein Rundschreiben vom 27. April 1943 mit, dass nur noch „geisteskranke“ Häftlinge ausgesondert werden duften. Bettlägerige Häftlinge, beispielsweise TBC-Patienten, sollten zu einer Arbeit herangezogen werden, die auch im Bett verrichtbar sei. Der Arbeitszwang für Bettlägerige wurde in Dachau jedoch nicht realisiert. Das Rundschreiben bezog sich auf Hitlers Forderung, die größtmögliche Anzahl von Häftlingen in die Rüstungsproduktion einzubeziehen. Mit dem Rundschreiben endete die eigentliche Aktion 14f13.

### Weitere Selektionen
Auch nach Ende der Aktion 14f13 wurde das Tötungsprogramm fortgesetzt, jedoch in vereinfachter Weise: Drei- bis viermal im Jahr sonderten Dachauer Lagerärzte Häftlinge aus, die im Krankenrevier waren, der Pflege bedurften und auf absehbare Zeit nicht fähig zur Zwangsarbeit waren. Diese Häftlinge wurden in den Invalidenblock verlegt, wo viele an ihren Krankheiten starben oder verhungerten. 
Am 3. Januar 1944 wurden aus Dachau 1.000 „Invaliden“ nach Lublin-Majdanek deportiert. Der Transport traf am 6. Januar mit 29 Toten im KZ Majdanek ein. Die erste Nacht schliefen die Häftlinge auf dem Betonboden des unbeheizten Lager-Duschraums, in dieser Nacht starben weitere 27. Innerhalb der ersten drei Monate starben mindestens 469 Häftlinge des Transports aus Dachau. In diesem Zeitraum waren auch aus anderen Lagern sogenannte „Invaliden“ nach Majdanek transportiert worden, insgesamt etwa 18.000.

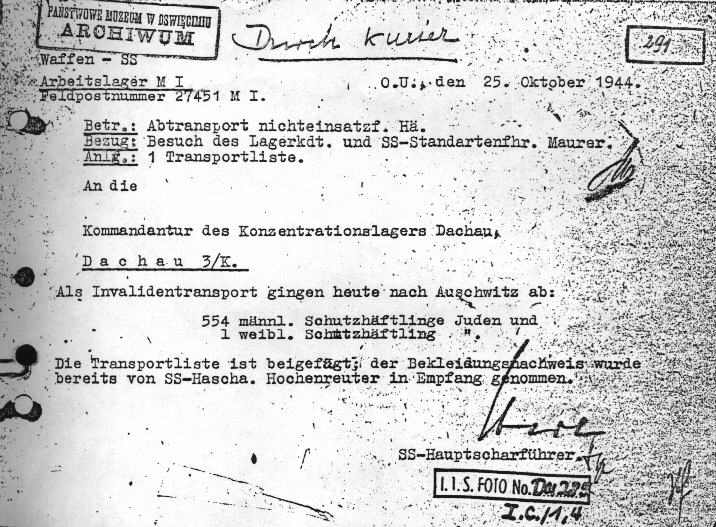
Liste eines sogenannten „Invalidentransports“

Aus den Dachauer Außenlagern kam es ebenfalls zu „Invalidentransporten“. Nach der physischen Ruinierung durch Zwangsarbeit wurden „kranke oder arbeitsunfähige“ Häftlinge in Gaskammern geschickt, beispielsweise:
- im Juli 1944 fand ein Transport von 131 „arbeitsunfähigen“, jüdischen Kindern statt. Von Kaufering wurden sie ins Hauptlager Dachau verlegt, von hier nach Auschwitz deportiert. Etwa 70 von ihnen wurden nach einer Selektion vergast.[7]
- am 25. September 1944 selektierte Erika Flocken, Organisation Todt, 280 jüdische, „invalide“ Häftlinge aus dem KZ-Außenlagerkomplex Mühldorf.[8]
- 9. Oktober 1944 aus Kaufering wurden 277 jüdische Männer und 5 Frauen deportiert. Ihre Ankunft wurde in Auschwitz nicht registriert, was bedeutet, dass sie dort umgehend in die Gaskammer geschickt wurden.[9]
- am 25. Oktober 1944: Transport von 555 Häftlingen aus Mühldorf nach Auschwitz
- am 31. Oktober 1944: Abtransport von 1.020 Häftlingen aus Kaufering nach Auschwitz[10]

Aufgrund der heranrückenden Front wurde der Gaskammern-Betrieb von Auschwitz im November 1944 eingestellt. Das KZ Bergen-Belsen übernahm nun die Vernichtung der „Invaliden“ und wurde von der SS als „Erholungslager“ bezeichnet.
- am 21. Dezember 1944 brachte ein „Invalidentransport“ 1.400 Häftlinge aus Dachau nach Bergen-Belsen.[12]

## NS-Propaganda
Um Aufruhr und Meuterei im Lager zu verhindern, gab die SS vor, der Abtransport der kranken Häftlinge erfolge in ein besseres Lager. Zunächst glaubten Häftlinge die Aussage der SS, es gäbe ein Erholungslager oder ein Lager mit besseren Bedingungen, viele meldeten sich freiwillig. Häftlinge, die in der Kleidungsabteilung des Lagers arbeiteten, bemerkten jedoch, wie die Häftlingskleidung der „Invaliden“ wieder ins Lager zurückgeschickt wurde. Unter vielen Häftlingen wurde es ein offenes Geheimnis, dass die „Invaliden“ getötet würden. Andere erfuhren erst nach der eigenen Verlegung in den Invalidenblock des Lagers, was ihnen wahrscheinlich bevorstand.